# Autostrada A27 (Franța)
Autostrada A27 este o autostradă foarte scurtă din Franța, care leagă Lille de granița cu Belgia, unde continuă sub denumirea de A8 spre Bruxelles.
Autostrada A27 nu este concesionată și utilizarea sa este gratuită. Administrarea acesteia este asigurată de DIR Nord (Direcția Interdepartamentală a Drumurilor Nord).

## Istoric
Primul tronson al autostrăzii, între autostrada A1 și Villeneuve-d'Ascq, a fost inaugurat în 1970. Acesta face parte, de atunci, din autostrada A22.
Declarații de utilitate publică - 09.02.1971: Întregul traseu al autostrăzii (A22 - A8 Belgia).
Dare în exploatare - 19.12.1972: Întregul traseu al autostrăzii (A22 - A8 Belgia).

## Traseu
| De la A22 până la A8 belgiană: secțiune gratuită, neconcesionată, administrată de DIR Nord. | |                   |
| Intersecție                                                                                 | Nod rutier între A22, RN227 și A27: Paris, Dunkerque, Lille, Aeroportul Lille; Gent, Tourcoing, Roubaix, Villeneuve-d'Ascq. | A22 RN227 E17 E42 |
| 2 - Cysoing                                                                                 | Orașe deservite: Cysoing, Villeneuve-d'Ascq-Cité Scientifique, Park and Ride 4 Cantons.                                     |                   |
| A27 E42                                                                                     | |                   |
| Intersecție                                                                                 | Nod rutier între A23 și A27: Valenciennes, Saint-Amand-les-Eaux, Centru rutier (nod rutier parțial).                        | A23               |
|                                                                                             | Limitare la 110 km/h (sens Tournai > Lille).                                                                                |                   |
| 3 - Baisieux                                                                                | Oraș deservit: Baisieux (nod rutier parțial).                                                                               |                   |
|                                                                                             | Granița dintre Franța și Belgia.                                                                                            |                   |
| A27 E42                                                                                     | |                   |
| A8 E42                                                                                      | |                   |